# Lista odcinków serialu Stitchers
Poniżej znajduje się lista odcinków serialu telewizyjnego Stitchers – emitowanego przez amerykańską stację telewizyjną  Freeform od 2 czerwca 2015 roku do 14 sierpnia 2017 roku. Powstały trzy serię, które łącznie składają się z 31 odcinków. W Polsce serial nie był emitowany.
| Sezon | Sezon | Odcinki | Oryginalna emisja | Oryginalna emisja    | Oryginalna emisja | Oryginalna emisja | Oryginalna emisja |
| Sezon | Sezon | Odcinki | Premiera sezonu   | Finał sezonu         | Premiera sezonu   | Finał sezonu      |                   |
| ----- | ----- | ------- | ----------------- | -------------------- | ----------------- | ----------------- | ----------------- |
|       | 1     | 11      | 2 czerwca 2015    | 20 października 2015 | nieemitowany      | nieemitowany      |                   |
|       | 2     | 10      | 22 marca 2016     | 24 maja 2016         | nieemitowany      | nieemitowany      |                   |
|       | 3     | 10      | 5 czerwca 2017    | 14 sierpnia 2017     | nieemitowany      | nieemitowany      |                   |

## Sezon 1 (2015)
| Nr | #  | Tytuł                 | Reżyseria       | Scenariusz                  | Premiera             | Premiera |
| -- | -- | --------------------- | --------------- | --------------------------- | -------------------- | -------- |
| 1  | 1  | A Stitch in Time      | Tood Holland    | Jeffrey Alan Schechter      | 2 czerwca 2015       |          |
| 2  | 2  | Friends in Low Places | Steve Robin     | Jeffrey Alan Schechter      | 9 czerwca 2015       |          |
| 3  | 3  | Connections           | Melanie Mayron  | Will Schifrin               | 16 czerwca 2015      |          |
| 4  | 4  | I See You             | Steve Miner     | Vivian Lee                  | 23 czerwca 2015      |          |
| 5  | 5  | Stitcher in the Rye   | Janice Cooke    | Lynne E. Litt               | 30 czerwca 2015      |          |
| 6  | 6  | Finally               | Craig Seibels   | Jonathan Greene             | 7 lipca 2015         |          |
| 7  | 7  | The Root of All Evil  | Roger Kumble    | April Fitzsimmons           | 14 lipca 2015        |          |
| 8  | 8  | Fire in the Hole      | John Badham     | Jeffrey Alan Schechter      | 21 lipca 2015        |          |
| 9  | 9  | Future Tense          | Rob Greenlea    | Eric Tuchman                | 28 lipca 2015        |          |
| 10 | 10 | Full Stop             | J. Miller Tobin | Jeffrey Alan Schecter       | 4 sierpnia 2015      |          |
| 11 | 11 | When Darkness Falls   | Steve Miner     | Lynne E. Litt, Eric Tuchman | 20 października 2015 |          |

## Sezon 2 (2016)
| Nr | #  | Tytuł                     | Reżyseria          | Scenariusz                                  | Premiera         | Premiera |
| -- | -- | ------------------------- | ------------------ | ------------------------------------------- | ---------------- | -------- |
| 12 | 1  | 2.0                       | Steve Miner        | Jeffrey Alan Schechter                      | 22 marca 2016    |          |
| 13 | 2  | Hack Me If You Can        | Silver Tree        | Roger Grant                                 | 29 marca 2016    |          |
| 14 | 3  | The One That Got Away     | Janice Cooke       | Eric Tuchman                                | 5 kwietnia 2016  |          |
| 15 | 4  | The Two Deaths of Jamie B | Rob J. Greenlea    | Vivian Lee                                  | 12 kwietnia      |          |
| 16 | 5  | Midnight Stitcher         | Norman Buckley     | Shelley Meals, Darin Goldberg               | 19 kwietnia 2016 |          |
| 17 | 6  | The Dying Shame           | Nina Lopez-Corrado | April Fitzsimmons                           | 26 kwietnia 2016 |          |
| 18 | 7  | Pretty Little Lawyers     | Laura Belsey       | Lynne E. Litt                               | 3 maja 2016      |          |
| 19 | 8  | Red Eye                   | Chad Lowe          | Shelley Meals, Andrew Zuber, Darin Goldberg | 10 maja 2016     |          |
| 20 | 9  | The Guest                 | Steve Robin        | Lynne E. Litt, Miguel Nolla                 | 17 maja 2016     |          |
| 21 | 10 | All In                    | J. Miller Tobin    | Jeffrey Alan Schechter                      | 24 maja 2016     |          |

## Sezon 3 (2017)
| Nr | #  | Tytuł                     | Reżyseria                  | Scenariusz                                 | Premiera         | Premiera |
| -- | -- | ------------------------- | -------------------------- | ------------------------------------------ | ---------------- | -------- |
| 22 | 1  | Out of the Shadows        | J. Miller Tobin            | Jeffrey Alan Schechter                     | 5 czerwca 2017   |          |
| 23 | 2  | For Love and Money        | Nina Lopez-Corrado         | Adam Lash, Cori Uchida                     | 12 czerwca 2017  |          |
| 24 | 3  | Perfect                   | Geary McLeod               | Don Whitehead, Holly Henderson             | 19 czerwca 2017  |          |
| 25 | 4  | Mind Palace               | Stacey K. Black            | Lynne E. Litt, Miguel Nolla                | 26 czerwca 2017  |          |
| 26 | 5  | Paternis                  | Rob J. Greenlea            | Brian L. Ross                              | 10 lipca 2017    |          |
| 27 | 6  | The Gremlin and the Fixer | Norman Buckley             | Adam Lash, Cori Uchida and Andrew Zuber    | 17 lipca 2017    |          |
| 28 | 7  | Just the Two of Us        | John Badham                | Jeffrey Alan Schechter, Matthew Scott Kane | 24 lipca 2017    |          |
| 29 | 8  | Dreamland                 | Rich Newey                 | Lynne E. Litt                              | 31 lipca 2017    |          |
| 30 | 9  | Kill It Forward           | Salli Richardson-Whitfield | Don Whitehead, Holly Henderson             | 7 sierpnia 2017  |          |
| 31 | 10 | Maternis                  | Steve Miner                | Jeffrey Alan Schechter                     | 14 sierpnia 2017 |          |